# چوب‌پری تاج‌بنفش
چوب‌پری تاج‌بنفش (نام علمی: Thalurania colombica) نام یک گونه از تیره مگس‌مرغان است.

## واژه شناسی
چوب‌پری با نظر به دیگر واژگان مصوب فرهنگستان مانند دارسهره ساخته شده‌است.